# Uvaroviella multivenosa
Uvaroviella multivenosa är en insektsart som först beskrevs av Lucien Chopard 1937.  Uvaroviella multivenosa ingår i släktet Uvaroviella och familjen syrsor. Inga underarter finns listade i Catalogue of Life.